# Гильбо, Антуан
Антуан Гильбо (фр. Antoine Guilbaud; род. 1960, Париж) — французский и американский продюсер, сценарист, актёр озвучивания, художник раскадровки. Работал над мультсериалами «Лагерь Лазло», «Новая жизнь Рокко», «Ох уж эти детки!», «Финес и Ферб». Является продюсером и создателем мультсериала «Миссия „Блэйк“». В 2002—2003 годах был иллюстратором в детских книгах на основе сериала «Освальд» для компании «Scholastic Corporation». В настоящее время проживает в Лос-Анджелесе.

## Фильмография

### Мультсериалы
| Годы      | Название                          | Роль                | Заметки                                                                                               |
| --------- | --------------------------------- | ------------------- | --- |
| 1991-1994 | Ох уж эти детки!                  |                     | Художник раскадровки, дизайнер заднего плана, дизайнер персонажей                                     |
| 1993-1996 | Новая жизнь Рокко                 |                     | Художник раскадровки, дизайнер персонажей, проп-дизайнер, дизайнер заднего плана, ассистент режиссёра |
| 1997      | Крутые бобры                      |                     | Художник раскадровки                                                                                  |
| 1998-1999 | Котопёс                           |                     | Сценарист, художник раскадровки                                                                       |
| 2004-2005 | Брэнди и Мистер Вискерс           |                     | Художник раскадровки                                                                                  |
| 2005-2006 | Лагерь Лазло                      |                     | Сценарист, художник раскадровки                                                                       |
| 2006      | Ужасные приключения Билли и Мэнди |                     | Сценарист, художник раскадровки                                                                       |
| 2008-2013 | Финес и Ферб                      | Дополнительные роли | Сценарист, художник раскадровки                                                                       |
| 2015      | Зип-Зип                           |                     | Сценарист                                                                                             |
| 2015      | Миссия «Блэйк»                    |                     | Создатель, исполнительный продюсер                                                                    |

## Награды
- Номинант международной телевизионной премии Эмми[1]
- Дневная премия «Эмми»[2][3]